# Ingo Wünsch
Ingo Wünsch (* 25. August 1965 in Düsseldorf) ist ein deutscher Polizeibeamter und seit 2020 Direktor des Landeskriminalamtes Nordrhein-Westfalen (LKA NRW).

## Beruflicher Werdegang
Ingo Wünsch trat im Jahr 1986 in den mittleren Polizeivollzugsdienst ein und begann seine berufliche Laufbahn im Streifendienst und der Einsatzhundertschaft beim Polizeipräsidium Köln. Nach dem Studium an der Fachhochschule für öffentliche Verwaltung in Köln 1991 bis 1994 folgte der Aufstieg in den gehobenen Polizeivollzugsdienst. 
1994 übernahm er verschiedene Ermittlungs- und Führungsfunktionen. Seine berufliche Entwicklung führte ihn schließlich 2002 zur Polizeiführungsakademie, wonach er in den höheren Polizeivollzugsdienst aufstieg. In den folgenden Jahren hatte er leitende Positionen inne, darunter die Leitung der Polizeiinspektion (PI), des Abteilungsstabs und der Direktion Kriminalität in der Kreispolizeibehörde Düren. 
Von 2011 bis 2013 war er Leiter der Führungsstelle Kriminalität beim Polizeipräsidium Köln. 
In den Jahren 2013 bis 2016 wirkte er als Referent und Vertreter des Referatsleiters beim Innenministerium Nordrhein-Westfalen. 2016 übernahm Ingo Wünsch die Leitung der Fachaufsichtsunterstützung über alle 47 Kreispolizeibehörden beim Landeskriminalamt NRW.
Von 2019 bis 2020 war er Sonderermittler im Fall Lügde und leitete die Stabsstelle zur Revision der kriminalpolizeilichen Bearbeitung von sexuellem Missbrauch an Kindern und Kinderpornografie im Innenministerium Nordrhein-Westfalen.
Seit dem Jahr 2020 ist Ingo Wünsch der Direktor des Landeskriminalamtes Nordrhein-Westfalen (LKA NRW) und nimmt damit eine Schlüsselposition in der Verbrechensbekämpfung in Nordrhein-Westfalen ein.

## Privates
Ingo Wünsch ist verheiratet und hat drei Kinder.